# 브랜던 슬레이
브랜던 더글러스 슬레이(영어: Brandon Douglas Slay, 1975년 10월 14일 ~ )는 미국의 레슬링 선수이다. 2000년 시드니 하계 올림픽에서 자유형 웰터급에서 금메달을 획득하였다.

## 생애
텍사스주의 애머릴로 출신으로 1981년에 레슬링에 입문했고, 타스코사 고등학교를 졸업했다. 고등학생 때에는 미식축구와 레슬링을 하였으며, 텍사스 주립 고교 레슬링 선수권대회에서 3번 우승을 달성했다. 고등학교 졸업 후에는 펜실베이니아 대학교로 진학하여 경영학을 전공했다. 대학교 시절에도 운동을 계속하여 NCAA 레슬링 리그에 참가하여 4년 연속 준우승을 차지했다.
1990년에 미국 레슬링 카데(후보) 국가대표로 발탁되어 헝가리의 솜버트헤이에서 열린 세계 카데 레슬링 선수권 대회에 참가하였고 그레코로만형 레슬링 -83kg급에 출전하여 터키의 알리 미딜리치와 동독의 코니 린트너의 뒤를 이어 3위로 동메달을 획득하였다. 이듬 해인 1991년 7월에도 카데 대표로 캐나다의 앨마에서 열린 1991년 세계 카데 선수권 대회 그레코로만형 -83kg급에서 헝가리의 졸트 시미터의 뒤를 이어 은메달을 획득하였다. 이듬 해인 1992년에는 자유형으로 전향하여 자유형 미국 주니어 국가대표에 발탁되었다. 그 해 6월에는 콜롬비아의 칼리에서 열린 세계 주니어 레슬링 선수권 대회에 참가하여 81kg급에 출전하여 5위의 성적을 거두었다.
3년 후인 1995년에는 미국 성인 국가대표로 발탁되어 칼리에서 열린 태평양 경기 대회에 미국 국가대표로 참가하여 82kg급에서 콜롬비아의 윌손 길과 오스트레일리아의 크리스 브라운을 누르고 금메달을 획득하였다. 이후 체급을 웰터급으로 감량한 후 1998년 12월에 오스트레일리아의 시드니에서 열린 FILA 5대륙간컵에 참가하여 폴란드의 마르친 유레츠키, 일본의 오타 다쿠야 등을 누르고 우승을 차지했다. 이후 1999년 2월에 미국 콜로라도스프링스에서 열린 데이브 슐츠 추모 대회에서 프랭크 트릭을 꺾고 우승했으며, 2000년 2월에 열린 데이브 슐츠 추모 대회에서는 러시아의 샤밀 알리예프에게 밀려 준우승을 했다.
이후 올림픽 국가대표로 발탁되어 같은 해 9월에 시드니에서 열린 하계 올림픽에 참가하여 자유형 웰터급(76kg 이하)에 출전했다. 슬레이는 첫 상대인 불가리아의 플라멘 파스칼레프를 판정승으로 꺾었고 두번째 상대인 1996년 애틀랜타 하계 올림픽 금메달리스트인 러시아의 부바이사르 사이티예프도 연장전 끝에 꺾는 파란을 일으켰다. 이후 세번째 상대인 카자흐스탄의 겐나디 랄리예프와의 경기는 무승부가 났고, 네번째 상대인 터키의 아뎀 베레케트와의 경기에서도 판정승을 거두었다. 이후 마지막 상대인 독일의 알렉산더 라이폴트와의 경기에서는 패했으나 우승한 라이폴트가 도핑 테스트에서 난드롤론 양성 반응이 나타나 메달을 박탈당하여 슬레이가 금메달을 획득하게 되고 대한민국의 문의제와 터키의 아뎀 베레케트가 그 뒤를 잇게 되었다.
올림픽 이후 현역에서 은퇴했다. 은퇴 후에는 지도자의 길을 걸으며 레슬링 클럽인 댈러스 다이너마이트의 설립에 기여하였고 2012년 런던 하계 올림픽 미국 레슬링 국가대표 코치를 지냈다.